# Azara lanceolata
Azara lanceolata là một loài thực vật có hoa trong họ Liễu. Loài này được Hook. f. mô tả khoa học đầu tiên năm 1845.

## Hình ảnh

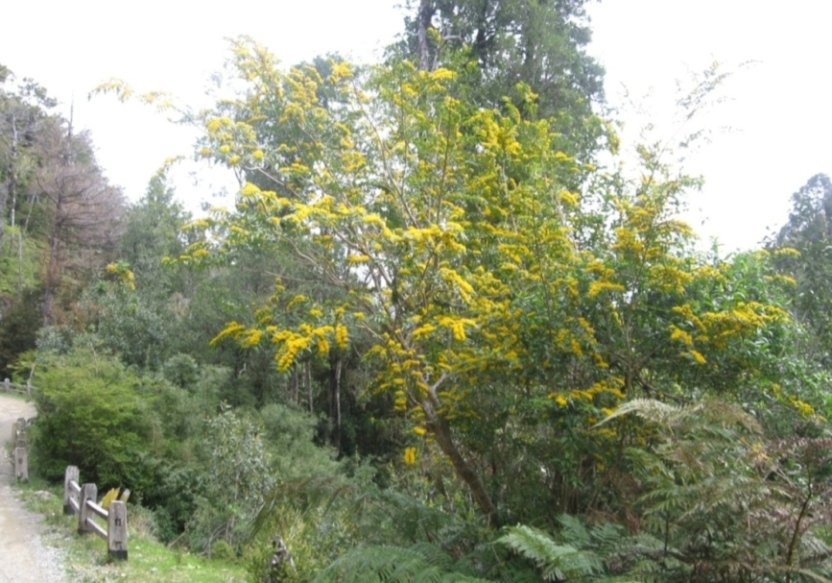
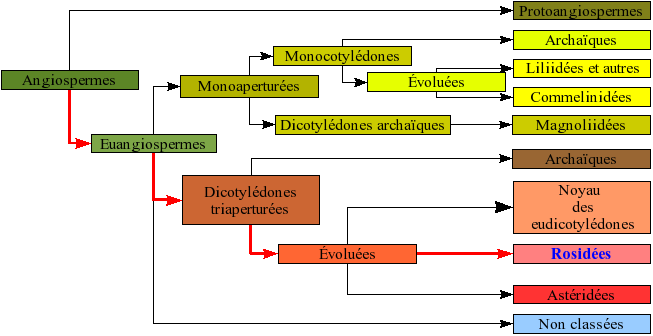
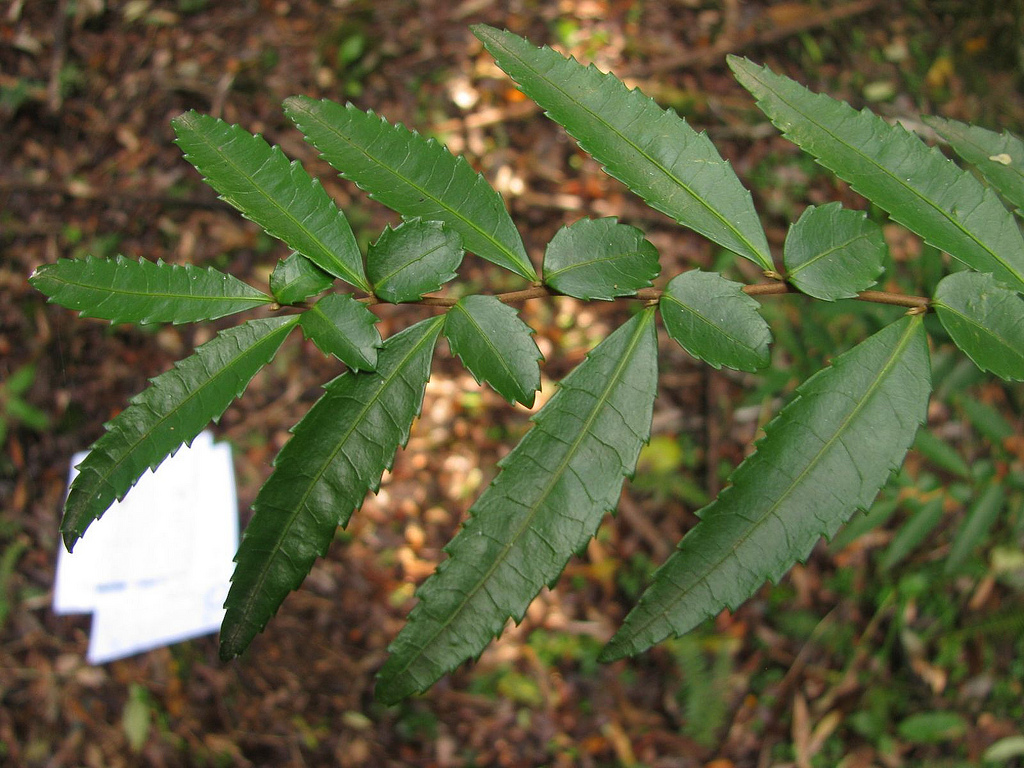
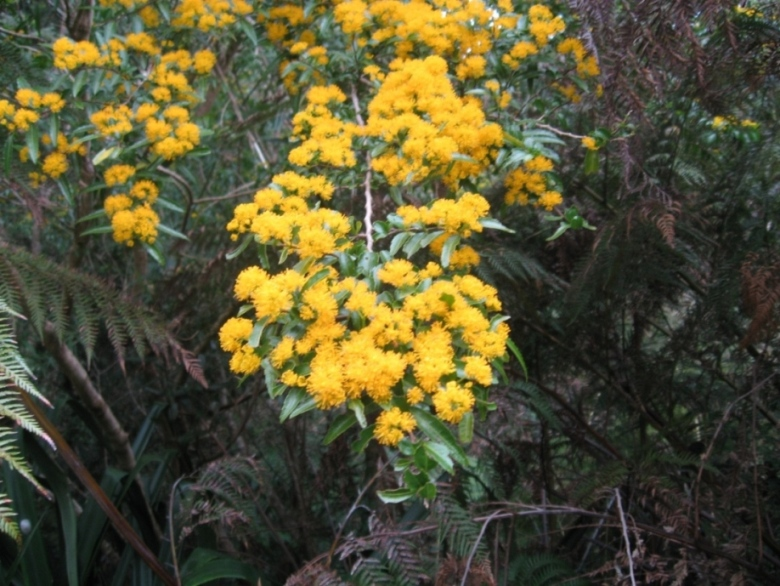